# Cassidy Casablancas
Pour les articles homonymes, voir Casablancas.
Cassidy Casablancas dit Beaver est un personnage de la série Veronica Mars, interprété par Kyle Gallner.
Il est le frère de Dick Casablancas et ami de Logan Echolls.

## Biographie fictive
Cassidy Casablancas, surnommé Beaver (Castor en anglais), est un élève très studieux et timide. Il suit partout son frère Dick,son exact opposé, qui s'amuse à le tourner au ridicule. Il est également ignoré par son père. 
Ayant des doutes sur la sincérité de sa très jeune belle-mère (Kendall Casablancas), Cassidy engage Veronica pour la suivre et découvrir qui est son amant. Celle-ci se rend rapidement compte que Kendall rencontre régulièrement un homme dans un hôtel, mais il n'est pas son amant, c'est un associé de son mari qui l'aide à détourner de l'argent. Après que Veronica a révélé le scandale, le père de Cassidy s'envole dans son avion privé pour échapper à la justice. Son amant était finalement un ami proche des deux frères, Logan Echolls.
Inspiré par ces cours, Cassidy décide de créer une société d'investissement immobilier tout comme son père. N'étant pas majeur, il demande l'aide de Kendall qui ne peut refuser cette offre, son mari étant parti, elle se retrouve sans entrée d'argent. Pour créer un support pour sa société, Cassidy engage Mac qui se charge du site internet, celle-ci devient sa petite amie. Elle confie d'ailleurs à Veronica qu'après plusieurs mois de relation, Cassidy ne veut toujours pas aller plus loin que de simple baisers...
À la fin de la saison 2, on apprend que Cassidy a été abusé par Woody Goodman, son ancien entraîneur et candidat à l'élection législative de Neptune. À la suite de cette révélation, Woody s'enfuit. Veronica se souvient alors du dossier médical de Woody quelle avait réussi à lire, il était atteint d'une chlamydia, une MST que Veronica avait contracté sans savoir qui lui avait transmise étant donné quelle était certaine de s'être toujours protégé... sauf la nuit de son viol, la soirée chez Sheely Pomroy (relatée au début de la saison 1). Cassidy avait voulu se prouver à lui-même "qu'il était un mec" et avait profité de Veronica droguée au GHB (la drogue du violeur). C'est également lui qui a fait exploser le bus scolaire pour faire disparaître les deux autres jeunes garçons violés en même temps que lui par Woody, contrairement à lui, eux étaient prêts à tout raconter. Veronica essaie de joindre Mac, mais c'est Cassidy qui reçoit le message et qui lui en renvoie un pour qu'ils se rejoignent sur le toit. Une fois sur le toit, Cassidy déclare qu'il y a une bombe dans l'avion de Goodman qui est actuellement rapatrié car le père de Veronica l'a retrouvé, son père qui l'a d'ailleurs appelé juste avant de monter dans le dit avion. Elle essaie de le contacter sans succès, mais Cassidy fait exploser l'avion. Logan vient sauver Veronica qui a réussi à lui envoyer un SMS pour qu'il vienne sur le toit. Cassidy décide de mettre fin à ses jours en sautant du toit de l'hôtel Neptune Grand. Son frère Dick restera profondément traumatisé, il fait plusieurs allusions à Cassidy en parlant avec Logan ou avec son père.

## Apparitions

### Saison 1
- 1x20 Destruction mutuelle assurée
- 1x21 Le coup du dentiste
- 1x22 La vérité sur Lily

### Saison 2
- 2x01 Normal, vous avez dit normal ?
- 2x02 Envers et contre tous
- 2x03 Orgueil et préjugés
- 2x07 Quelqu'un à protéger
- 2x09 Le bébé secret
- 2x12 Un parfum de trahison
- 2x13 Au-dessus de tout soupçon
- 2x15 Jouer les cupidons
- 2x17 Plan B
- 2x18 Cauchemars
- 2x21 Du sang et des larmes
- 2x22 Une relation épique